# Christian Frederik Brorson
Christian Frederik Brorson (født 10. maj 1768 i Døstrup, død 17. marts 1847 i København) var en dansk præst og underviser. Han blev kendt for sin indsats for de blinde og var foregangsmand for oprettelsen af Blindeinstituttet.

## Opvækst og uddannelse
Brorson blev født i landsbyen Døstrup, syd for Ribe. Hans forældre var Anna Elisabeth, født Vedel (1727-1795) og den lokale sognepræst Johan Peter Brorson (1726-1791). Hans farfar var Nicolai Brorson, der var ældste bror til Broder Brorson og Hans Adolph Brorson. Brorson blev student i 1785 og var derefter en tid huslærer på Næsbyholm. I 1792 tog han teologisk embedseksamen.

## Præst ved Garnisions Kirke
I 1792 blev Christian Frederik Brorson "personel" kapellan ved Garnisions Kirke og desuden prædikant ved Det Harboeske Enkefruekloster. I 1794 blev han gift med Christian Fredeikke Caroline Hanson (1770-1835), datter af Frederikke Louise og kaptajn David Isaac Hanson. I 1797 blev Brorson forfremmet til residerende kapellan og i 1804 kunne han tilføje embederne som præst ved det civile arresthus og lærer ved Landkadetakademiet. I 1808 blev Brorson titulær professor og i 1815 blev han sognepræst ved Garnisions Kirke.
Brorsons tiltalende væsen og blomstrende sprog gjorde ham til en populær prædikant. Forfatteren Erich Christian Werlauff skrev om en af hans tilhørere, der udtalte: Er ist nicht allein Prediger, sondern gewissermassen auch Acteur. (Han er ikke bare prædikant, men sandelig også skuespiller.). I 1828 klagede overretsassessor Niels Spandet over, at Brorson ved hans barns dåb havde udeladt Forsagelsen og brugt en forkortet Trosbekendelse. Både biskop Münter og Kancelliet misbilligede Brorsons adfærd, og sagen dannede skole, fordi præsterne blev indskærpet, at de "uden Udeladelse eller Tillæg" skulle følge de foreskrevne formularer. I 1831 fratrådte Brorson officielt som lærer ved Landkadetakademiet, men han fortsatte ulønnet med at undervise i "Religion og Moral". I 1843 havde han 50 års jubilæum ved Garnisions Kirke og ved den lejlighed blev han belønnet med at komme i samme rangklasse som biskopperne. Lige inden sin død i 1847 fik Brorson Dannebrogordenens Kommandørkors.

## Blindeinstituttet
Brorson blev optaget af blindesagen, da han havde et par blinde konfirmander. Han var primus motor ved oprettelsen af Blindeinstituttet i 1811 og deltog aktivt som medlem af dets bestyrelse i resten af sit liv. Denne indsats så hans biograf Ludvig Koch som den vigtigste i Brorsons virke.